# Almașu Mic (Balc), Bihor
Almașu Mic (maghiară Szalárdalmás) este un sat în comuna Balc din județul Bihor, Crișana, România.

 Acest articol despre o localitate din județul Bihor este deocamdată un ciot. Puteți ajuta Wikipedia prin completarea lui.